# مینخاف یکم
مینخاف یکم شاهزاده‌ای از دودمان چهارم مصر باستان بود. تابوت او امروزه در موزه مصر در قاهره نگهداری می‌شود.

## زندگی‌نامه
مینخاف پسر فرعون خوفو و شهبانو حنوتسن بود. او برادران بسیاری داشت که از آنجمله دو تن از برادرانش خفرع (تنی) و جدفرع (ناتنی) بعدها به پادشاهی رسیدند. 
مینخاف یک همسر داشت به همراه حداقل یک پسر ولی نام آن‌ها مشخص نیست. او لقب‌هایی چون پسر ارشد شاه از بدنش، رییس داوری، و وزیر ارشد بر خود داشت. این به معنای آن است که او در دوران پدرش خوفو، وزیر ارشد دربار بوده.
آرامگاه او در جیزه واقع است. این آرامگاه (که با نامG 7430-7440 شناخته می‌شود) مصطبهای است که ساختش در دوران شاه خوفو آغاز شد و امروزه در کنار مجموعه اهرام جیزه قرار دارد.